# كان ياما كان (مسلسل سوري)
كان يا ما كان مسلسل سوري أُنتج لأول مرة عام 1992. يعتبر واحدا من أشهر الأعمال السورية في تاريخها الدرامي وشارك فيه الكثير من نجوم سوريا . تدور أحداث المسلسل بأجزاءه المختلفة حول الأخلاق وحسن تعامل الإنسان مع أخيه الإنسان، وتقويم الخط اليومي المُعاش ابتداءً من داخل العائلة، وذلك من خلال مجموعة من المواقف التي يتعرض لها الناس، وطريقة تعاملهم معها، بهدف توضيح السلوكيات الصحيحة من الخاطئة.

## القصة
يرى المُشاهد الحكاية الأسطورية والمستقاة من حكايات الشعوب العربية والعالمية. من خلال عالم الفانتازيا والأجواء الساحرة، ممزوجة بأحدث التقنيات المعاصرة في تنفيذها. تأتي العبرة التي يريدها المؤلف لتقويم الخط اليومي المعاش بشكل غير مباشر ومن خلال صورة مشوقة.
العمل الأول عربيًا الذي استخدمت فيه عمليات الكومبيوتر غرافيك لتنفيذ الخدع البصرية والمسموعة في عمل درامي، ويعد من أفضل الأعمال الفنية العربية بتقنيات كانت سباقة في عالم الفن العربي فقدم الرؤية المبهرة والحكمة.
حقق المسلسل حضورا كبيرا على الكثير من الشاشات العربية، وقد أنتج منه حتى الآن أربعة أجزاء كل منها حوالي الثلاثين حلقة، وكما تشير شارة العمل فقد روى حسين راجي الجزء الأول فقط، حيث قام بجمع القصص الشعبية، بينما قام بصياغتها داوود شيخاني الذي تولى كامل المهمة في الأجزاء الثلاثة اللاحقة. المسلسل من إنتاج شركة شيخاني للإنتاج المرئي وإخراج أيمن شيخاني.

## نظرة عامة
| الجزء  | الموسم | عدد الحلقات | تأليف        | سيناريو وحوار | إخراج       | مصادر |
| ------ | ------ | ----------- | ------------ | ------------- | ----------- | ----- |
| الأول  | 1992   | 29          | حسين راجي    | داوود شيخاني  | بسام الملا  | [ 1 ] |
| الثاني | 1995   | 32          | داوود شيخاني | داوود شيخاني  | أيمن شيخاني | [ 3 ] |
| الثالث | 1999   | 34          | داوود شيخاني | داوود شيخاني  | أيمن شيخاني | [ 4 ] |
| الرابع | 2000   | 30          | داوود شيخاني | داوود شيخاني  | أيمن شيخاني | [ 5 ] |

## الحلقات
| السنة | الحلقات |
| ----- | --- |
| 1992  | الماء النمير \| ثمن الخديعة \| السور العظيم \| ندى الصباح \| أحلام اليقظة \| القدر العجيب \| الوسواس الخناس \| البلبل الطروب \| الدجاجة والبساط \| الجد والحفيد \| عروس البحر \| الأمير الشجاع \| الأرض والكنز \| الطير الذهبي \| السلحفاة العجيبة \| الشجرة العجيبة \| غني النفس \| أفعى عجيبة \| الراعي والعملاق \| حب العمل \| التقليد الأعمى \| كلنا عيال الله \| شيخ طريق \| بداية ونهاية \| البداية الصالحة \| ثمن الجيرة \| رضا الوالدين \| العجوز المحتال \| الفراشة وزهرة القمر |
| 1995  | الحظ النائم 1 \| الحظ النائم 2 \| البئر المرصودة 1 \| البئر المرصودة 2 \| قصر المرايا 1 \| قصر المرايا 2 \| طعم الملح 1 \| طعم الملح 2 \| شجرة الفصول الأربعة 1 \| شجرة الفصول الأربعة 2 \| العصا المزروعة 1 \| العصا المزروعة 2 \| مملكة الجليد 1 \| مملكة الجليد 2 \| عندليب البحيرة 1 \| عندليب البحيرة 2 \| العدالة النائمة 1 \| العدالة النائمة 2 \| النصيب 1 \| النصيب 2 \| قلب من حجر 1 \| قلب من حجر 2 \| حكمة الجدة 1 \| حكمة الجدة 2 \| وحش البحيرة 1 \| وحش البحيرة 2 \| بيوت الأصدقاء 1 \| بيوت الأصدقاء 2 \| حلق الوالي 1 \| حلق الوالي 2 \| أخطاء وعثرات 1 \| أخطاء وعثرات 2 \| |
| 1999  | المارد والتوأم 1 \| المارد والتوأم 2 \| المارد والتوأم 3 \| سر الفرعون 1 \| سر الفرعون 2 \| سر الفرعون 3 \| سر الفرعون 4 \| سر الفرعون 5 \| الأذكياء 1 \| الأذكياء 2 \| ملك الشحاذين 1\| ملك الشحاذين 2\| ملك الشحاذين 3 \| بركة الدعاء 1\| بركة الدعاء 2\| رفيق الطريق 1\| رفيق الطريق 2 \| العدل أساس الملك 1 \| العدل أساس الملك 2 \| الوصية 1 \| الوصية 2 \| شيترا 1\| شيترا 2\| شيترا 3\| شيترا 4 \|المغرورة 1\| المغرورة 2 \| زورداك 1 \| زورداك 2 \| زورداك 3 \| زورداك 4 \| قوة تيموس 1 \| قوة تيموس 2\| قوة تيموس 3.                                                                 |
| 2000  | ساموس وريموس 1 \| ساموس وريموس 2 \| الأجمل 1 \| الأجمل 2 \| الأجمل 3 \| عين كراوسوس 1 \| عين كراوسوس 2 \| عين كراوسوس 3\| عين كراوسوس 4\| الأحدب 1\| الأحدب 2\| صنعة باليد 1\| صنعة باليد 2\| الوجه المزدوج 1\| الوجه المزدوج 2\| الوجه المزدوج 3\| الوجه المزدوج 4\| فركوش وزليخة 1\| فركوش وزليخة 2 \| فركوش وزليخة 3 \| فركوش وزليخة 4 \| شؤون الحكم 1 \| شؤون الحكم 2\| الملك وجبال الأنديز 1\| الملك وجبال الأنديز 2\| سجين البرج 1 \| سجين البرج 2 \| سجين البرج 3 \| سجين البرج 4 \| صاحب الحق أحق                                                                                     |

## الممثلون بحسب الظهور
| الإسم                              | الجزء                                                       |
| ---------------------------------- | ----------------------------------------------------------- |
| سامية الجزائري، رضوان عقيلي، نادين | الجزء الأول                                                 |
| سعد الدين بقدونس                   | الجزء الثاني \| الجزء الثالث                                |
| نورمان أسعد                        | الجزء الثاني                                                |
| وضاح حلوم                          | الجزء الثاني \| الجزء الثالث \| الجزء الرابع                |
| تيم حسن                            | الجزء الرابع                                                |
| سلافة معمار                        | الجزء الثالث \| الجزء الرابع                                |
| رندة مرعشلي                        | الجزء الرابع                                                |
| ميلاد يوسف                         | الجزء الرابع                                                |
| باسل خياط                          | الجزء الرابع                                                |
| نضال سيجري                         | الجزء الثالث \| الجزء الرابع                                |
| داوود الشامي                       | الجزء الثاني \| الجزء الثالث \| الجزء الرابع                |
| عادل علي                           | الجزء الثالث \| الجزء الرابع                                |
| بشار إسماعيل                       | الجزء الأول \|الجزء الثاني \| الجزء الثالث \| الجزء الرابع  |
| زهير عبد الكريم                    | الجزء الأول                                                 |
| تولاي هارون                        | الجزء الأول                                                 |
| ضحى الدبس                          | الجزء الرابع                                                |
| جهاد الزغبي                        | الجزء الأول \| الجزء الثاني \| الجزء الثالث \| الجزء الرابع |
| رضوان عقيلي                        | الجزء الأول                                                 |
| نادين خوري                         | الجزء الأول                                                 |
| عدنان السيد                        | الجزء الثاني \| الجزء الثالث \| الجزء الرابع                |
| وفاء شريتح                         | الجزء الثاني                                                |
| عبد الله شيخ خميس                  | الجزء الثاني \| الجزء الثالث \| الجزء الرابع                |
| عبد الله حصوة                      | الجزء الأول                                                 |
| ميادة الرهونجي                     | الجزء الثاني                                                |

## وصلات خارجية
مسلسل كان ياما كان